# Поток (Ружомберок)
Поток (слч. Potok) насељено је мјесто са административним статусом сеоске општине (слч. obec) у округу Ружомберок, у Жилинском крају, Словачка Република.

## Становништво
| Година:    | 1994. | 2004.   | 2014.   | 2024.   |
| ---------- | ----- | ------- | ------- | ------- |
| Број људи: | 120   | 115     | 106     | 104     |
| Разлика:   |       | -4,16 % | -7,82 % | -1,88 % |

| Година:    | 2023. | 2024. |
| ---------- | ----- | ----- |
| Број људи: | 104   | 104   |
| Разлика:   |       | +0 %  |

Према подацима о броју становника из 2011. године насеље је имало 108 становника.